# Jaborosa floccosa
Jaborosa floccosa är en potatisväxtart som beskrevs av Carl Lebrecht Udo Dammer. Jaborosa floccosa ingår i släktet Jaborosa och familjen potatisväxter. Inga underarter finns listade i Catalogue of Life.